# Blädinge distrikt
Blädinge distrikt är ett distrikt i Alvesta kommun och Kronobergs län. Distriktet ligger söder om Alvesta. 

## Tidigare administrativ tillhörighet
Distriktet inrättades 2016 och utgörs av socknen Blädinge i Alvesta kommun.
Området motsvarar den omfattning Blädinge församling hade 1999/2000.